# Timilai Rokoduru
Pas d'image ? Cliquez ici

a Compétitions nationales et continentales officielles uniquement.

b Matchs officiels uniquement.
Dernière mise à jour le 4 mars 2025.
Timilai Rokoduru, né le 21 janvier 1993 à Suva (Fidji), est un joueur fidjien de rugby à XV. Il joue aux postes d'ailier, de centre ou de troisième ligne aile au CA Brive.

## Biographie

### Jeunesse et formation
Timilai Rokoduru commence à jouer au rugby dans son pays natal, et passe par la Nauluvatu Methodist Church Sunday School de Tailevu.
Timilai Rokoduru joue avec l'équipe des Fidji des moins de 20 ans, et dispute les championnats du monde junior 2012 et 2013,.

### Carrière professionnelle
Timilai Rokoduru est recruté en 2013 par le SC Albi qui évolue en Pro D2. Il fait ses débuts avec l'équipe professionnelle en décembre 2013 lors d'un match contre le Stade montois, marquant un essai à cette occasion. Il dispute un total de quinze rencontre lors de sa première saison, et inscrit quatre essais. Il devient les saisons suivante un cadre de l'équipe, notamment lors de la saison 2014-2015 où Albi, entrainée par Ugo Mola atteint les demi-finales du championnat,. Au terme de la saison 2016-2017, Albi termine à l'avant-dernière place du championnat, et connaît la relégation en Fédérale 1.
Rokoduru quitte alors Albi, et s'engage avec le Lyon OU, qui évolue en Top 14, pour un contrat d'une saison. Ses débuts dans son nouveau club sont cependant difficiles, car il très peu utilisé en Top 14 (deux matchs) en raison de la concurrence à son poste, et il reçoit un carton rouge lors d'un match de challenge européen contre Toulouse en décembre 2017, et écope de sept semaines de suspension,. 
Son manque de temps de jeu à Lyon fait qu'il est libéré de son contrat en février 2018, il rejoint jusqu'à la fin de la saison le club de Soyaux Angoulême en Pro D2,. Il joue son premier match quelques jours après son arrivée, à l'occasion d'un déplacement à Dax. Il joue un total de quatre matchs avec le club angoumoisin, et inscrit trois essais.
En 2018, il rejoint le SU Agen en Top 14, pour un contrat de deux saisons. Dans son nouveau club, jouant le maintien, il s'impose comme un élément important, notamment grâce à sa puissance physique et sa polyvalence entre les postes d'ailier, de centre ou de troisième ligne aile,. En 2019, il prolonge son contrat pour trois saisons supplémentaires, soit jusqu'en 2022. En janvier 2022, il prolonge à nouveau son contrat pour trois saisons, portant son engagement avec le SU Agen jusqu'en 2025. Moins performant lors de la saison 2023-2024, il est libéré de sa dernière année de contrat et quitte le club en juin 2024,.
Peu après son départ d'Agen, il signe un contrat d'une saison, plus une seconde en option, avec le CA Brive en Pro D2,.